# Георгиос Далас
Георгиос Далас (на гръцки: Γεώργιος Δάλλας) е гръцки революционер, деец на гръцката въоръжена пропаганда в Македония от началото на XX век.

## Биография
Георгиос Далас е роден в Катерини, тогава в Османската империя. Присъединява се към гръцката пропаганда и действа като четник. Действа заедно с Николаос Рокас, Михаил Анагностакос и Георгиос Франгакос, през 1906 година участва в сражение с турски аскер край Долно или Горно Граматиково, през февруари 1907 година, по заповед на Михаил Анагностакос (капитан Матапас), участва в нападението над Вудая. През декември 1908 година в Яворница убива албанците Назиф и Зинели, което се приема за голям успех на гръцката пропаганда в областта от ръководителя ѝ Й. Дзумеркас в Братинища. Далас участва в Балканската война, като е ранен в сражение с турците в Загори, Епир.